# Arnold Sölvén
Karl Otto Arnold Sölvén, född 10 maj 1899 i Degerfors socken, Västerbotten, död 23 mars 1964 i Västerleds församling, Stockholm, var en svensk advokat.
Arnold Sölvén var son till banmästaren Adolf Sölvén och Ester Rebecka Eleonora Andersson. Efter studentexamen i Göteborg 1918 avlade han juris kandidatexamen i Uppsala 1930. Under Uppsalatiden var han ordförande i Socialistiska studentföreningen, Föreningen Laboremus med mera. Han tjänstgjorde som biträdande jurist på Hugo Lindbergs advokatbyrå i Stockholm 1930–1937 och var från 1937 Landsorganisationens jurist. 1935 blev Sölvén ledamot av Sveriges advokatsamfund. Sölvén gjorde sig känd som expert på arbetsrättsliga frågor och anlitades vid skilda tillfällen vid utredning i dylika spörsmål. Bland annat var han till exempel sakkunnig för lagstiftning om förenings- och förhandlingsrätt 1935 och för revision av utlänningslagstiftningen 1936. Han var ledamot av hemvärnskommittén 1940 och sakkunnig för revision av arbetslöshetsförsäkringen 1941, för revision av semesterlagen 1942, för upprättande av driftvärn 1943, för revision av olycksfallsförsäkringen 1947. Han har varit ledamot av byggnadsborgenärsutredningen 1945, förfoganderättskommittén 1948 samt sakkunnig i 1946 års sjömanskommitté och straffrättskommittén 1949. Sölvén var från 1938 expert eller delegat vid de internationella arbetskonferenserna. Han tillhörde styrelsen för Internationella arbetsbyrån och var ledamot av den svenska delegationen för det internationella socialpolitiska samarbetet. Han var ledamot av Hemvärnsrådet från 1940, Försäkringsrådet från 1945 och Civilförsvarsstyrelsen från 1948 samt av styrelsen för olika frivilliga försvarsorganisationer. I den av Svenska arbetsgivareföreningen och Landsorganisationen 1936 inrättade arbetsmarknadskommittén "Saltsjöbadskommittén" var Sölvén från början sekreterare, och 1939 var han även sekreterare i den mellan samma organisationer inrättade arbetsmarknadsnämnden. Han var sekreterare i fackliga-kooperativa centralrådet och ordförande i LO:s arbetarskyddskommitté. Sölvén utgav ett 10-tal lagkommentarer och andra skrifter i juridiska och rättspolitiska ämnen.